# Kita-ku (Osaka)
Kita-ku (北区?, Kita-ku, lett. quartiere nord) è uno dei 24 quartieri di Ōsaka, in Giappone. Comprende la parte settentrionale del centro cittadino, si estende su un'area di 10,33 km² e, al 1º febbraio del 2012, contava su una popolazione di 113.135 abitanti. È una delle zone più importanti per l'economia della città, vi hanno sede gli uffici cittadini principali di diverse multinazionali, dei maggiori istituti finanziari e del municipio. Rappresenta inoltre il cuore dei trasporti ferroviari della città.
L'area più dinamica del quartiere è quella di Umeda, che ospita la stazione di Ōsaka, principale nodo ferroviario cittadino, ed alcuni tra i più grandi centri commerciali del Giappone.

## Geografia fisica
Il territorio di Kita-ku è completamente pianeggiante ed è delimitato da fiumi su tre lati. Confina a nord con il fiume Yodo (淀川?, Yodo-gawa), oltre il quale si trovano i quartieri di Yodogawa-ku e Higashiyodogawa-ku, ad est con l'Ōgawa, che lo separa da Miyakojima-ku, a sud con il Tosaborigawa, al di là del quale si trovano Chūō-ku e Nishi-ku. Ad ovest confina con il quartiere Fukushima-ku.
Il quartiere è fortemente congestionato dal grande sviluppo edilizio ed al suo interno vi sono alcuni dei più imponenti grattacieli cittadini; le poche aree verdi si trovano lungo i fiumi e nel piccolo parco di Ogimachi. All'estremo sud del quartiere, il fiume Kyū-Yodo (旧淀川?, Kyū-Yodo-gawa) si divide in due rami, denominati Tosaborigawa e Dōjimagawa, che formano una stretta isola lunga 3 km chiamata Nakanoshima, dove si trovano la sede di Osaka della banca del Giappone, il municipio cittadino ed il Consolato Generale d'Italia.

## Economia

### Mass media

#### Stazioni televisive
- Mainichi Broadcasting System (MBS) - Chayamachi, TV e radio

Asahi Broadcasting Corporation (ABC) - Oyodo-minami, TV e radio
Kansai TV - Ogimachi, TV

#### Sedi di quotidiani
- Mainichi Shimbun - Umeda
- Yomiuri Shimbun - Nozakicho
- Asahi Shimbun - Nakanoshima

### Grandi magazzini
- Grandi magazzini Hanshin - Umeda
- Grandi magazzini Hankyu - Umeda
- Daimaru - Umeda-mise
- Yodobashi Camera - Yodobashi Umeda

### Sedi consolari
- Consolato Generale del Belgio, al quinto piano dello Snow Crystal Building di Umeda
- Consolato Generale della Germania, al 35º piano della torre est dell'Umeda Sky Building
- Consolato Generale d'Italia e Istituto Italiano di Cultura, al 17º piano della Nakanoshima Festival Tower a Nakanoshima.[3]
- Consolato Generale degli Stati Uniti, palazzo all'intersezione tra i viali Midosuji e Shin Midosuji[4]

## Punti di interesse
- Umeda
- Parco di Nakanoshima
- Parco di Sakuranomiya
- Umeda Sky Building
- Santuario di Osaka Temmangu
- Festival Hall

## Stazioni ferroviarie principali

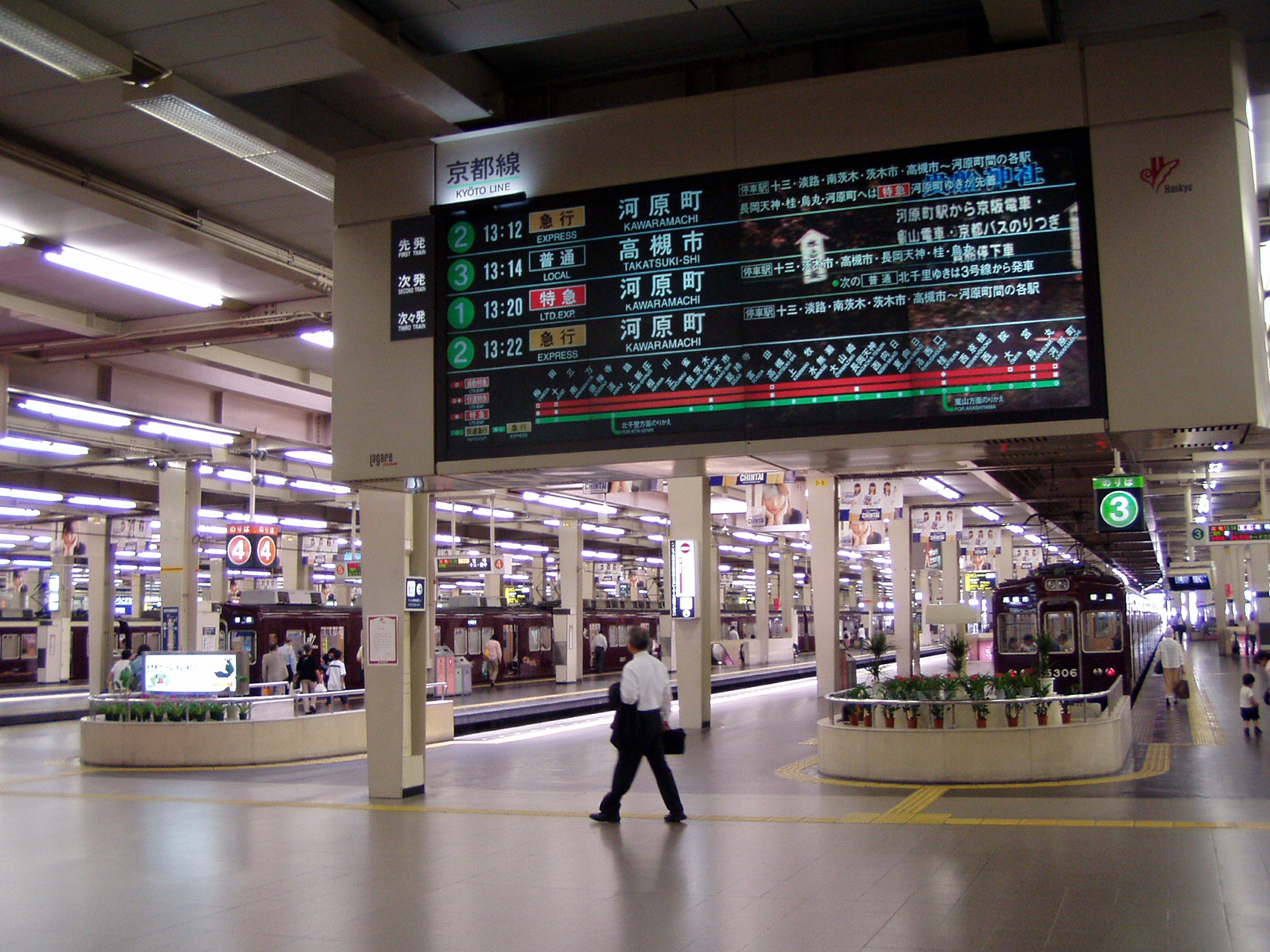
Stazione Hankyu a Umeda

- Stazione di Ōsaka (ferrovie JR West)
- Stazione di Kitashinchi (ferrovie JR West)
- Stazione di Umeda (oltre 550.000 passeggeri al giorno) (ferrovie Hankyū, ferrovie Hanshin)

### Metropolitana di Osaka
- Stazione di Umeda (Linea Midōsuji, fermata M16)
- Nishi-Umeda (Linea Yotsubashi, fermata Y11)
- Higashi-Umeda (Linea Tanimachi, fermata T20)